# Youri Matiiassevitch
Youri Vladimirovitch Matiiassevitch (en russe : Юрий Владимирович Матиясевич, né le 2 mars 1947 à Léningrad, Russie) est un mathématicien russe qui a résolu le dixième problème de Hilbert. 

## Biographie
Il étudie à Léningrad à l'école No 239 (en), spécialisée en mathématiques et physique (où ont aussi étudié, par exemple, Grigori Perelman ou Stanislav Smirnov).
En 1964, il remporte une médaille d'or pour l'URSS aux olympiades internationales de mathématiques, qui se déroulent à Moscou. 
En 1966, il présente  une conférence au Congrès international des mathématiciens à Moscou. Il était en deuxième année à l'Université. En 1967, travaillant sur le Problème du mot pour les groupes et semi-groupes, il construit un semi-groupe avec trois relations et deux générateurs qui est indécidable.
En 1969, à l'issue d'une formation au département de mathématiques et de mécanique, il obtient un diplôme de l'université d'État de Léningrad. Il poursuit des études doctorales au sein de l'institut de mathématiques Steklov  à Saint-Pétersbourg (sous la direction de Sergey Maslov) au LOMI.   
S'appuyant largement sur les travaux de Julia Robinson, il prouve en 1970, l'indécidabilité du dixième problème de Hilbert, source principale de sa renommée internationale : il donne  une conférence invitée sur ce sujet au Congrès international des mathématiciens à Nice en 1970. À cette époque, il découvre aussi l'algorithme de Knuth-Morris-Pratt avant ceux-ci,. 
En 1996, le titre de docteur honoris causa lui est décerné par l'université d'Auvergne. 
En 1997, il est élu membre correspondant de l'Académie des sciences russe. 
En 2003, le titre de docteur honoris causa lui est décerné par l'université Pierre-et-Marie-Curie (Paris 6). 
Il dirige actuellement le laboratoire de logique mathématique au LOMI, à Saint-Pétersbourg.

## Publications (sélection)
- Youri Matiiassevitch, Le dixième problème de Hilbert : son indécidabilité, édition Masson, 1995.  (ISBN 22-2584-835-1).
- Ю. В. Матиясевич Распознавание в реальное время отношения вхождения, Записки семинаров Ленинградского отделения Математического института им. В. А. Стеклова Академии Наук СССР, т. 20, 1971, 104-114
- Yuri Matiyasevich et Julia Robinson, Reduction of an arbitrary Diophantine equation to one in 13 unknowns, Acta Arithmetica, XXVII (1975), 521-549.
- Yuri Matiyasevich et Géraud Senizerguez, Decision Problems for Semi-Thue Systems with a Few Rules, LICS’96.
- Yuri Matiyasevich, Proof Procedures as Bases for Metamathematical Proofs in Discrete Mathematics, Personal Journal of Yury Matiyasevich.
- Yuri Matiyasevich, Elimination of bounded universal quantifiers standing in front of a quantifier-free arithmetical formula, Personal Journal of Yuri Matiyasevich.
- Yuri Matiyasevich, One Probabilistic Equivalent of the Four Color Conjecture, Теория вероятности и её применения, 48 (2003), 411-416.
- Статьи Ю. В. Матиясевича в журнале « Квант » (1971-1978)

- Yuri Matiyasevich, « Towards non-iterative calculation of the zeros of the Riemann zeta function », Information and Computation, vol. 296,‎ 1er janvier 2024, article no 105130 (DOI 10.1016/j.ic.2023.105130)